# Leptomorphus gurneyi
Leptomorphus gurneyi är en tvåvingeart som beskrevs av Shaw 1947. Leptomorphus gurneyi ingår i släktet Leptomorphus och familjen svampmyggor.
Artens utbredningsområde är Missouri. Inga underarter finns listade i Catalogue of Life.